# 普拉 (布吉納法索)
普拉（Poura）為位在布吉納法索南方的城鎮，由布克萊迪穆翁大區巴雷省普拉縣管轄。該城鎮為普拉縣的首府。2005年人口普查中該城鎮人口有6,266人。

## 外部連結
- Satellite map at Maplandia.com （页面存档备份，存于）